# Never Gonna Be Alone
Never Gonna Be Alone is een nummer van de Canadese rockgroep Nickelback. Het werd in 2009 uitgebracht als de derde Europese (het Verenigd Koninkrijk uitgezonderd) van het zesde studioalbum Dark Horse. Het nummer is geschreven door Chad Kroeger in samenwerking met Robert Lange, die deze plaat ook produceerde. Never Gonna Be Alone is een rockballad in de lijn van Far Away en voorganger I'd Come for You.

## Achtergrondinformatie
Direct na de officiële release van Dark Horse, bereikte het nummer op downloads de 68ste positie in de Billboard Hot 100. Het nummer ook op de soundtrack van de Braziliaanse soapserie Índias. Het nummer debuteerde in week 41 op de 30ste positie in de tipparade.

## Videoclip
De videoclip is al opgenomen, maar de releasedatum is niet bekend.

## Hitnotering
| "Never Gonna Be Alone" in de Nederlandse Top 40 - binnen: 14-11-2009 | "Never Gonna Be Alone" in de Nederlandse Top 40 - binnen: 14-11-2009 | "Never Gonna Be Alone" in de Nederlandse Top 40 - binnen: 14-11-2009 | "Never Gonna Be Alone" in de Nederlandse Top 40 - binnen: 14-11-2009 | "Never Gonna Be Alone" in de Nederlandse Top 40 - binnen: 14-11-2009 |
| Week                                                                 | 1                                                                    | 2                                                                    | 3                                                                    |                                                                      |
| -------------------------------------------------------------------- | -------------------------------------------------------------------- | -------------------------------------------------------------------- | -------------------------------------------------------------------- | -------------------------------------------------------------------- |
| Nummer                                                               | 39                                                                   | 37                                                                   | 37                                                                   | uit                                                                  |